# Dolores Puthod
Dolores Puthod, née en 1934 à Milan de parents italo-français, est une peintre italienne.

## Biographie
Dès son enfance, Dolores montre un talent exceptionnel pour le dessin et la couleur, à 12 ans elle réalise ses premières peintures et à 15 ans elle conçoit les costumes des Dialogues de Platon pour Ruggero Ruggeri.
En 1951, elle entre à la Scala de Milan comme assistante de Nikolaï Benois. Elle collabore aussi avec Picasso, Giorgio De Chirico et Alberto Savinio. En 1956, elle est diplômée de l'Académie des beaux-arts de Brera, tout en travaillant de manière permanente à La Scala et l'année suivante elle tient ses premières expositions personnelles au Circolo della stampa di Milano et au Centro Culturale Francese di Milano.
En 1978, à l'occasion du bicentenaire du Théâtre de la Scala, elle réalise huit tableaux , qui composent une exposition qui sera présentée à travers le monde entier. L'année suivante, elle réalise, pour le compte du Vatican, Les disciples de Dieu. En 1980, elle publie, en faveur de l'UNICEF, une série de six lithographies présentées par le Cardinal Pignedoli et la Mère Teresa.
En 1983, le Premier ministre français Pierre Mauroy l'invite à exposer à l'Opéra de Lille, à l'Auditorium Maurice-Ravel de Lyon, au Palais de Savoie d'Aix-les-Bains, à la Maison de la Culture de Saint-Étienne. L'année qui suit, elle réalise une exposition itinérante sur la Commedia dell'Arte qui passe par le Théâtre Charles Dullin de Chambéry, l'Ambassade d'Italie de Paris, le Château de la Bastie d'Urfé, la Maison de la Culture de Bourges, la Maison de la Culture de Sochaux, l'Auditorium Maurice-Ravel de Lyon et le Conservatoire supérieur national d'art dramatique de Paris.
Le directeur du Conservatoire a écrit pour elle : "Jean-Pierre Miquel Directeur du Conservatoire National Supérieur d'Art Dramatique novembre 1985 Paris : " Le charme spécifique et la technique particulièrement subtile de la peinture de Dolores Puthod témoignent d'une passion pour un art qui se dédouble : la représentation théâtrale et la représentation picturale. Or ces deux arts sont tellement liés, qu'il est plaisant de les voir se renvoyer l'un à l'autre avec un tel bonheur, et se fondre en un hymne unique à la "représentation ". L'exposition trouvait tout naturellement sa Place au Conservatoire National Supérieur d'Art Dramatique, à Paris, où les acteurs de la Commedia dell'Arte ont laissé des traces si fortes et encore présentes. Ce fut un moment privilégié."
En 1985, elle est invitée à exposer à l'Institut de la Culture italienne de Valparaiso au Chili pour le 450e anniversaire de la ville et la Maison de la culture de Bourges réalise sous sa direction une histoire de la Commedia dell'arte.
Pour le 25e anniversaire de la République algérienne, l'Institut culturel italien d'Alger l'invite à exposer au Théâtre Ibn Khaldoun. Invitée par la Municipalité de Roubaix, elle expose au Théâtre Le Colisée et la ville de Roubaix réalise un film inspiré de ses œuvres.
En 1988, à l'occasion des journées italiennes, elle réalise l'affiche et expose simultanément à divers endroits de la ville de Strasbourg. Le gouvernement français commande un grand tableau  à l'occasion du bicentenaire de la Révolution française qui sera présentée en première au Castello Sforzesco à Milan avant d'être exposé dans plusieurs villes européennes.
En 1997, Dolores Puthod est invitée d'honneur et marraine avec Carla Fracci de la première Biennale internationale d'Art contemporain de Florence.
Une grande rétrospective de son œuvre est exposée en 2005 à la Villa Mazzotti de Chiari, sous le patronage de la Présidence du Conseil des Ministres italien. En 2006, elle est invitée à présenter son exposition Chercher Dieu (italien : Cercando Dio) à l'église Sainte-Eugénie de Stockholm sous le haut patronage du Vatican.
En 2014, à l'âge de quatre-vingts ans, ont été mis à son nom de nombreux musées en Italie par les municipalités de : Tradate, Caccuri, Palmi, Lomazzo, et la ville de Côme célèbre l'artiste  avec quatre grands événements  qui composent l'exposition itinérante "80 Puthod, l'anima del segno teatrale "qui poursuivra tout au long de 2015, avec le patronage du Palais royal de Monza / Expo 2015, Région Lombardie, dans plusieurs contextes institutionnels importants.
Collabore aussi avec l'UNESCO en dessinant l'affiche de la Varia di Palmi, déclaré Patrimoine culturel immatériel de l'humanité.
Dans la même année, a été produit  un film intitulé: "29200 Puthod, l'autre vérité de la réalité" basé sur la vie de Dolores Puthod, qui a reçu le prix AIFF  all'Ariano Film Festival.
À l'occasion de Expo Milano 2015, le Villa royale de Monza a offert l'espace du Teatro di corte a Dolores Puthod pour l'exposition "L'anima del segno teatrale" sur le thème de la Commedia dell'arte. On a en même temps présenté officiellement le Prix Arlex Italian Arts Award dont les fondateurs sont: Carla Fracci, Dolores Puthod, Ferruccio Soleri, et Enrico Intra. Lors de Expo 2015 dans les églises de San Raffaele et San Bernardino alle ossa a été présentée l'exposition : « À la recherche de Dieu » à Milan. Dans la même année, au Piccolo Teatro di Milano elle réalise le spectacle "Teatro musica e pittura su tela" à côté de Ferruccio Soleri et Enrico Intra.
Maintenant est en cours de réalisation le siège officiel des surnommé « musées répandus ».
La collection Paul VI Musée de Concesio, acquiert et expose de façon permanente un de ses tableaux intitulé « Les Pleureuses ».
Sa rétrospective « comme qui transfigure » a été exposée à partir de septembre 2015 jusqu'en février 2016  au « Vittoriale degli italiani » de Gardone Riviera avec le soutien du Musei del Garda et de la Région Lombardie: quatre de ses œuvres ont été acquises pour faire partie de la collection de la Fondazione Vittoriale degli Italiani.

## Œuvres
- La magnolia (1951), huile sur masonite, 80 × 92 cm
- Nudo di schiena, Consuelo, huile sur toile, 140 × 80 cm
- Infermo, huile sur table, 80 × 120 cm
- Incontro ideale nei 200 anni alla Scala (1977), huile sur toile, 4 × 3 m
- La Fileuse (1976), huile sur toile, 130 × 80 cm
- Prima della processione (1996), huile sur toile, 35,3 × 30,3 cm
- Abbandono (1996), huile sur toile, 70 × 70 cm
- Natura morta (1997), huile sur toile, 60 × 70 cm
- Les disciples de Dieu (1979), huile sur toile, 4 × 3 m

## Prix et récompenses
Elle a reçu plusieurs prix parmi lesquels le Prix du Théâtre Bolchoï de Moscou.